# Enneapterygius vexillarius
Enneapterygius vexillarius är en fiskart som beskrevs av Fowler, 1946. Enneapterygius vexillarius ingår i släktet Enneapterygius och familjen Tripterygiidae. Inga underarter finns listade i Catalogue of Life.